# Spodumen
Spodumen je inosilikatni piroksenski mineral s kemijsko formulo LiAl(SiO3)2. Uporaben je kot vir litija. Je brezbarven do rumenkast. Rožnati do vijolični različki se imenujejo  kunzit, rumenkastozeleni do smaragdno zeleni pa hidenit. Kristali so prizmatični, pogosto veliki. Monokristali lahko zrasejo do dolžine 10 m. Takšne primerke so našli v Black Hills, Južna Dakota, ZDA.
Mineral kristalizira v monoklinskem kristalnem sistemu. Kristali so pogosto zelo razbrazdani v smeri osi c. Na kristalnih ravninah so pogosto trikotne vdolbine.

## Ime
Ime spodumen izhaja iz grškega jezika in pomeni "zgorel do pepela". Takšno ime je dobil po neprozornem pepelnatem videzu po industrijski predelavi. 

## Nahajališča
Spodumen se pojavlja v granitih in pegmatitih, bogatih z litijem. Prozorni primerki so se že v davnini uporabljali kot dragi kamni. Kunzit in hidenit sta znana po močnem pleohroizmu.
Pomembna nahajališča spodumena so v Braziliji, na Madagaskarju, ZDA (Severna Karolina, Kalifornija), Afganistanu in Pakistanu.

## Kunzit
Kunzit je trd rožnat drag kamen. Barvo mu daje onečiščenje z manganom. Ime je dobil po G.F. Kunzu, ki ga je odkril v Connecticutu, ZDA, leta 1902. Največje nahajališča kunzita so v Braziliji, ZDA, Kanadi, Mehiki, Švedski, zahodni Avstraliji, Afganistanu in Pakistanu.

## Hidenit
Hidenit je zelen različek spodumena, ki so ga prvič našli v rudniku Rist-Ellis, Hidenit, Severna Karolina, ZDA. Ime je dobil po svojem tipskem nahajališču. Včasih se uporablja kot drag kamen.
- Spodumen iz Darra-i-Pecha, Afganistan (velikost: 12 × 6 × 3 cm)
- Kunzit (pravokotno brušenje, levo) in hidenit (antično brušenje, desno)
- Hidenit: neobdelana in obdelan primerek
- Kunzit, provinca Nuristan, Afganistan